# Blattflügelzelle
Als Blattflügelzellen werden bei den Laubmoosen große Zellen an den Ecken des Blattgrundes bezeichnet. Sie treten bei wenigen akrokarpen (etwa Dicranaceae) und vielen pleurokarpen Laubmoosen auf. Bei jungen Blättern sind sie ungefärbt. Ihre Form reicht von großlumig, dickwandig und rötlichbraun bis zu aufgeblasen, dünnwandig und durchscheinend. Vertreter der Amblystegiaceae und der tropischen Sematophyllaceae besitzen besonders große Blattflügelzellen. 
Ihre Funktion ist neben der Wasserspeicherung die Aufnahme von Wasser in das Blatt, das kapillar außen am Stämmchen entlang aufsteigt. 

## Belege
- Jan-Peter Frahm: Biologie der Moose. Spektrum Akademischer Verlag, Heidelberg und Berlin 2001, ISBN 3-8274-0164-X, S. 85, 153.